# Abbad ibn Ziyad
Abu-Harb Abbad ibn Ziyad ibn Abihi (àrab: أبو حرب عباد بن زياد بن أبيه, Abū Ḥarb ʿAbbād b. Ziyād b. Abīhi), més conegut simplement com a Abbad ibn Ziyad (segle vii-Damasc, 718), fou un general omeia.
El califa Muàwiya ibn Abi-Sufyan el va nomenar governador del Sijistan on va restar set anys i en les seves expedicions cap a l'est va conquerir Kandahar. Fou destituït el 61 de l'hègira (680/681) pel califa Yazid ibn Muàwiya, que va nomenar en el seu lloc a son germà Salm ibn Ziyad ibn Abi-Sufyan (governador de Sijistan i de Khurasan).
El 684 va participar en la batalla de Marj ar-Ràhit. Després es va voler retirar a Dúmat al-Jandal, però abans va haver de lluitar victoriosament contra un lloctinent d'al-Mukhtar ibn Abi-Ubayd.